# CFC
Klorofluoroogljikovodiki (tudi freoni) s kemijsko formulo CFC so plini, ki povzročajo razgradnjo ozona, krivi so za tanjšanje plasti ozona v stratosferi, posledično povečanje ozonske luknje in s tem večje ultravijolično sevanje.
Te spojine je razvil ameriški izumitelj Thomas Midgley leta 1928. CFC-ji so zaradi nizke reaktivnosti uporabni kot potisni plin v sprejih in hladilni plin, zato so se je zelo hitro razširili. Šele kasneje so odkrili, da v višjih plasteh ozračja reagirajo z ozonom. 
Danes izhlapevajo iz zavrženih hladilnikov  in zmrzovalnikov na smetiščih.
Z Dunajsko konvencijo o zaščiti ozonske plasti so se države podpisnice, med katerimi je tudi Slovenija, zavezale za prenehanje uporabe
ozonu škodljivih snovi, med katerimi so tudi CFC.